# Tango (piosenka)
Tango – singel Justyny Steczkowskiej z 2009 roku.

## O piosence
Był to drugi singel z albumu To mój czas. Utwór był wykonywany podczas XLVI Krajowym Festiwalu Piosenki Polskiej w Opolu w konkursie Premier. Piosenkarka została zaproszona do wzięcia udziału w plebiscycie jako jeden z dwóch wykonawców, którzy zastąpili w konkursie zdyskwalifikowaną Nataszę Urbańską i Urszulę, która wycofała się sama.